# Vianos
Vianos est une commune d'Espagne de la province d'Albacete dans la communauté autonome de Castille-La Manche.

## Géographie
La commune de Vianos se situe à moins de 90 kilomètres d'Albacete, la capitale de la province. Son territoire s'intègre au Parc naturel des Alares du fleuve Mundo et de la Sima, en faisant la commune la plus étendue de la province.

## Administration
| Période                                  | Période | Identité | Étiquette | Qualité |
| ---------------------------------------- | ------- | -------- | --------- | ------- |
|                                          |         |          |           |         |
| Les données manquantes sont à compléter. |         |          |           |         |